# Claudio Maldonado
Claudio Andrés del Tránsito Maldonado Rivera (Curicó, 3 de janeiro de 1980) é um ex-futebolista chileno que atuava como volante.
Considerado um dos melhores defensores da sua geração, contribuiu para títulos importantes nas equipes em que defendeu. Tinha muita raça e qualidade técnica, o que fazia dele um ladrão de bolas especialista em carrinhos. Atuou pela Seleção Chilena entre 2000 e 2010, disputando 41 partidas e marcando um gol.

## Carreira como jogador

### Colo-Colo
Formado nas categorias de base do Colo-Colo, foi promovido aos profissionais na equipe chilena em 1997.

### São Paulo
Maldonado foi contratado pelo São Paulo em 2000, e no mesmo ano conquistou o Campeonato Paulista. Em 2001 conquistou o Torneio Rio-São Paulo, e em 2002 o Supercampeonato Paulista.

### Cruzeiro
Em abril de 2003 transferiu-se para o Cruzeiro, onde foi campeão da Copa do Brasil, do Campeonato Brasileiro e do Campeonato Mineiro, conquistando a tríplice coroa deste ano. No ano seguinte, conquistou o estadual novamente. Por conta das conquistas, tornou-se ídolo no clube mineiro.

### Santos
Foi anunciado como reforço do Santos em 2006 e, assim como em 2003, sob o comando do técnico Vanderlei Luxemburgo.
Notabilizou-se como um volante seguro, de técnica apurada, leal para com seus adversários e cirúrgico na maneira como efetuava as roubadas de bola. Conquistou o Campeonato Paulista de 2006 e o de 2007,, no qual foi eleito para a seleção dos melhores do campeonato.

### Fenerbahçe
Após deixar o Peixe em janeiro de 2008, transferiu-se para o Fenerbahçe, da Turquia, por onde ficou até junho de 2009, saindo por não ter renovado seu contrato. Nesse mesmo ano conquistou a Supercopa da Turquia.
Ainda em 2009, mais precisamente em julho, o jogador conseguiu uma liberação amigável e se desligou do clube turco, passando então a ouvir as mais diversas propostas para retornar ao futebol brasileiro, entre elas, a do Flamengo.

### Flamengo
Maldonado chegou ao rubro-negro em agosto de 2009 para assumir a posição de xerife da equipe, que aliás, houvera perdido um semestre antes, Fábio Luciano, capitão do time.
Fez seu único gol com a camisa do clube na vitória sobre o Atlético Mineiro, em Belo Horizonte, em partida válida pelo Campeonato Brasileiro daquele ano.
No dia 17 de novembro, sofreu uma torção no joelho esquerdo durante um amistoso ente Chile e Eslováquia. Após a partida, embora sem avaliação médica, o jogador considerou tratar-se de uma lesão grave e de longa recuperação.
Em 25 de agosto de 2010, renovou contrato com o clube carioca até o final de 2012.
Era titular no Flamengo até 2010, mas em 2011 perdeu espaço com uma lesão e a volta de Airton ao time. Em 2012 teve uma nova lesão e parou por seis meses, voltando apenas em 2013. Ao final do contrato, o clube resolveu não renovar com o jogador.

### Corinthians
Sem vínculo com qualquer equipe, o jogador iniciou a recuperação da cirurgia no joelho no Corinthians. Contudo, não havia intenção por parte do clube em absorvê-lo no elenco que tentava defender o título da Libertadores. No dia 15 de maio de 2013, assinou um contrato com a equipe alvinegra até dezembro. Em sua apresentação, o jogador se revelou surpreso e emocionado, disse que chorou quando chegou em casa e que não imaginava que a contratação poderia acontecer, pois estava sem expectativas. Pelo time paulista, conquistou a Recopa Sul-Americana de 2013.
No dia 11 de dezembro, foi anunciado que o clube não renovaria o seu contrato e que estava fora dos planos do clube para o ano seguinte. Maldonado disputou apenas oito jogos, sem ter marcado nenhum gol.

## Carreira como treinador
Após se aposentar em 2015, no Colo-Colo, Maldonado fez os cursos para treinador da CONMEBOL e conseguiu as licenças A, B e PRO.
Em 2017, fez estágio com o técnico Fábio Carille, no Corinthians. A primeira oportunidade para trabalhar em uma comissão técnica foi no Colo-Colo, clube que também o revelou como jogador. Em 2018, ele foi auxiliar técnico de Héctor Tapia.
Em 2020 tornou-se auxiliar do treinador Maurício Barbieri. A dupla iniciou o ano no CSA, mas o trabalho no clube alagoano foi curto. Após seis jogos, a comissão técnica foi dispensada depois da eliminação na Copa do Brasil. A chegada ao Red Bull Bragantino foi no início de setembro, após o clube demitir Felipe Conceição.

## Estatísticas
Atualizadas até 3 de outubro de 2013

### Clubes
| Clube             | Temporada         | Campeonato nacional | Campeonato nacional | Copa nacional[a] | Copa nacional[a] | Competições continentais[b] | Competições continentais[b] | Outros torneios[c] | Outros torneios[c] | Total | Total |
| Clube             | Temporada         | Jogos               | Gols                | Jogos            | Gols             | Jogos                       | Gols                        | Jogos              | Gols               | Jogos | Gols  |
| ----------------- | ----------------- | ------------------- | ------------------- | ---------------- | ---------------- | --------------------------- | --------------------------- | ------------------ | ------------------ | ----- | ----- |
| São Paulo         | 2000              | 11                  | 0                   | 6                | 1                | 0                           | 0                           | 0                  | 0                  | 17    | 1     |
| São Paulo         | 2001              | 10                  | 0                   | 2                | 0                | 0                           | 0                           | 0                  | 0                  | 12    | 0     |
| São Paulo         | 2002              | 15                  | 0                   | 6                | 0                | —                           | —                           | 0                  | 0                  | 21    | 0     |
| São Paulo         | 2003              | 0                   | 0                   | 2                | 0                | 0                           | 0                           | 0                  | 0                  | 2     | 0     |
| São Paulo         | Total             | 36                  | 0                   | 16               | 1                | 0                           | 0                           | 0                  | 0                  | 52    | 1     |
| Cruzeiro          | 2003              | 28                  | 0                   | —                | —                | 1                           | 0                           | 0                  | 0                  | 29    | 0     |
| Cruzeiro          | 2004              | 33                  | 3                   | —                | —                | 11                          | 0                           | 13                 | 0                  | 57    | 3     |
| Cruzeiro          | 2005              | 31                  | 1                   | 7                | 0                | —                           | —                           | 11                 | 0                  | 49    | 1     |
| Cruzeiro          | Total             | 92                  | 4                   | 7                | 0                | 12                          | 0                           | 24                 | 0                  | 135   | 4     |
| Santos            | 2006              | 19                  | 0                   | 3                | 0                | —                           | —                           | 18                 | 0                  | 40    | 0     |
| Santos            | 2007              | 15                  | 0                   | —                | —                | 12                          | 1                           | 17                 | 0                  | 44    | 1     |
| Santos            | Total             | 34                  | 0                   | 3                | 0                | 12                          | 1                           | 35                 | 0                  | 84    | 1     |
| Fenerbahçe        | 2007–08           | 8                   | 0                   | 0                | 0                | 2                           | 0                           | —                  | —                  | 10    | 0     |
| Fenerbahçe        | 2008–09           | 9                   | 0                   | 1                | 0                | 7                           | 0                           | —                  | —                  | 17    | 0     |
| Fenerbahçe        | Total             | 17                  | 0                   | 1                | 0                | 9                           | 0                           | —                  | —                  | 27    | 0     |
| Flamengo          | 2009              | 13                  | 1                   | —                | —                | 0                           | 0                           | —                  | —                  | 13    | 1     |
| Flamengo          | 2010              | 17                  | 0                   | —                | —                | 5                           | 0                           | 5                  | 0                  | 27    | 0     |
| Flamengo          | 2011              | 8                   | 0                   | 3                | 0                | 2                           | 0                           | 13                 | 0                  | 26    | 0     |
| Flamengo          | 2012              | 0                   | 0                   | 0                | 0                | 1                           | 0                           | 8                  | 0                  | 9     | 0     |
| Flamengo          | Total             | 38                  | 1                   | 3                | 0                | 8                           | 0                           | 26                 | 0                  | 75    | 1     |
| Corinthians       | 2013              | 7                   | 0                   | 1                | 0                | 0                           | 0                           | 0                  | 0                  | 8     | 0     |
| Corinthians       | Total             | 7                   | 0                   | 1                | 0                | 0                           | 0                           | 0                  | 0                  | 8     | 0     |
| Total na carreira | Total na carreira | 224                 | 5                   | 31               | 1                | 41                          | 1                           | 85                 | 0                  | 381   | 7     |

- a. ^ Jogos da Copa da Turquia e Copa do Brasil
- b. ^ Jogos da Copa Mercosul, Copa Sul-Americana, Copa Libertadores, Recopa Sul-Americana e Liga dos Campeões da UEFA
- c. ^ Jogos do Campeonato Paulista, Campeonato Mineiro e Campeonato Carioca

## Títulos
Colo-Colo
- Campeonato Chileno: 1997 (Clausura), 1998, 2014 (Clausura) e 2015 (Apertura)

São Paulo
- Torneio Constantino Cury: 2000
- Campeonato Paulista: 2000
- Troféu Palácio dos Bandeirantes: 2000
- Torneio Rio-São Paulo: 2001
- Supercampeonato Paulista: 2002

Cruzeiro
- Campeonato Mineiro: 2003 e 2004
- Copa do Brasil: 2003
- Campeonato Brasileiro: 2003

Santos
- Campeonato Paulista: 2006 e 2007

Fenerbahçe
- Supercopa da Turquia: 2009

Flamengo
- Campeonato Carioca: 2009 e 2011
- Campeonato Brasileiro: 2009

Corinthians
- Campeonato Paulista: 2013
- Recopa Sul-Americana: 2013

Seleção Chilena
- Torneio Internacional de Futebol Sub-20 de L'Alcúdia: 1998

### Prêmios individuais
Cruzeiro
- Bola de Prata: 2003
- Seleção Mineira do Século XXI - Rádio CBN 106.1

Santos
- Seleção do Campeonato Paulista: 2007[4]